# Герцог Девонширський

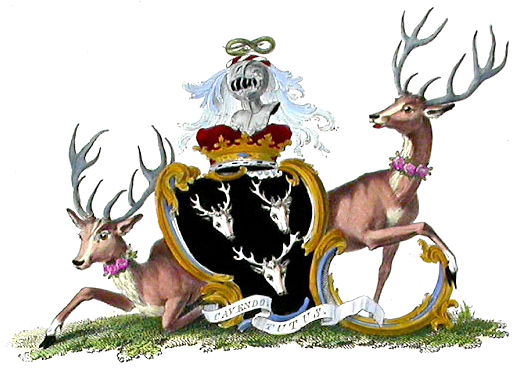
Герб герцогів Девонширських

Герцог Девонширський англ. Duke of Devonshire — започаткований 1694 року британський титул, який належить старшому представнику аристократичного роду Кавендішів. Ця гілка роду є однією з найбагатших та найвпливовіших родин на території Англії починаючи з XVI століття. Порівнятися з нею могли тільки графи Дербі та маркізи Солсбері.

## Список герцогів Девонширських (1694)
- Вільям Кавендіш, 1-й герцог Девонширський (1640—1707)
- Вільям Кавендіш 2-й герцог Девонширський (1673—1729)
- Вільям Кавендіш, 3-й герцог Девонширський (1698—1755)
- Вільям Кавендіш, 4-й герцог Девонширський (1720—1764)
- Вільям Кавендіш, 5-й герцог Девонширський (1748—1811).
- Вільям Джордж Спенсер Кавендіш, 6-й герцог Девонширський (1790—1858)
- Вільям Кавендіш, 7-й герцог Девонширський (1808—1891)
- Спенсер Комптон Кавендіш, 8-й герцог Девонширський (1833—1908)
- Віктор Крістіан Вільям Кавендіш, 9-й герцог Девонширський (1868—1938)
- Едвард Вільям Спенсер Кавендіш, 10-й герцог Девонширський (1895—1950)
- Ендрю Роберт Бакстон Кавендіш, 11-й герцог Девонширський (1920—2004)
- Перегрін Ендрю Морней Кавендіш, 12-й герцог Девонширський (нар. 1944)

## Резиденція
Зведення герцогської резиденції, Чатсворт-гаусу, розпочав у 1687 році 1-й герцог Девонширський. Він залучив до будівництва провідних архітекторів свого часу, знайомих з континентальною барочною традицією, — Вільяма Тальмана та Вільяма Арчера. Останній також спроектував низку садових павільйонів, включаючи відомий дім-водоспад (1696—1703).

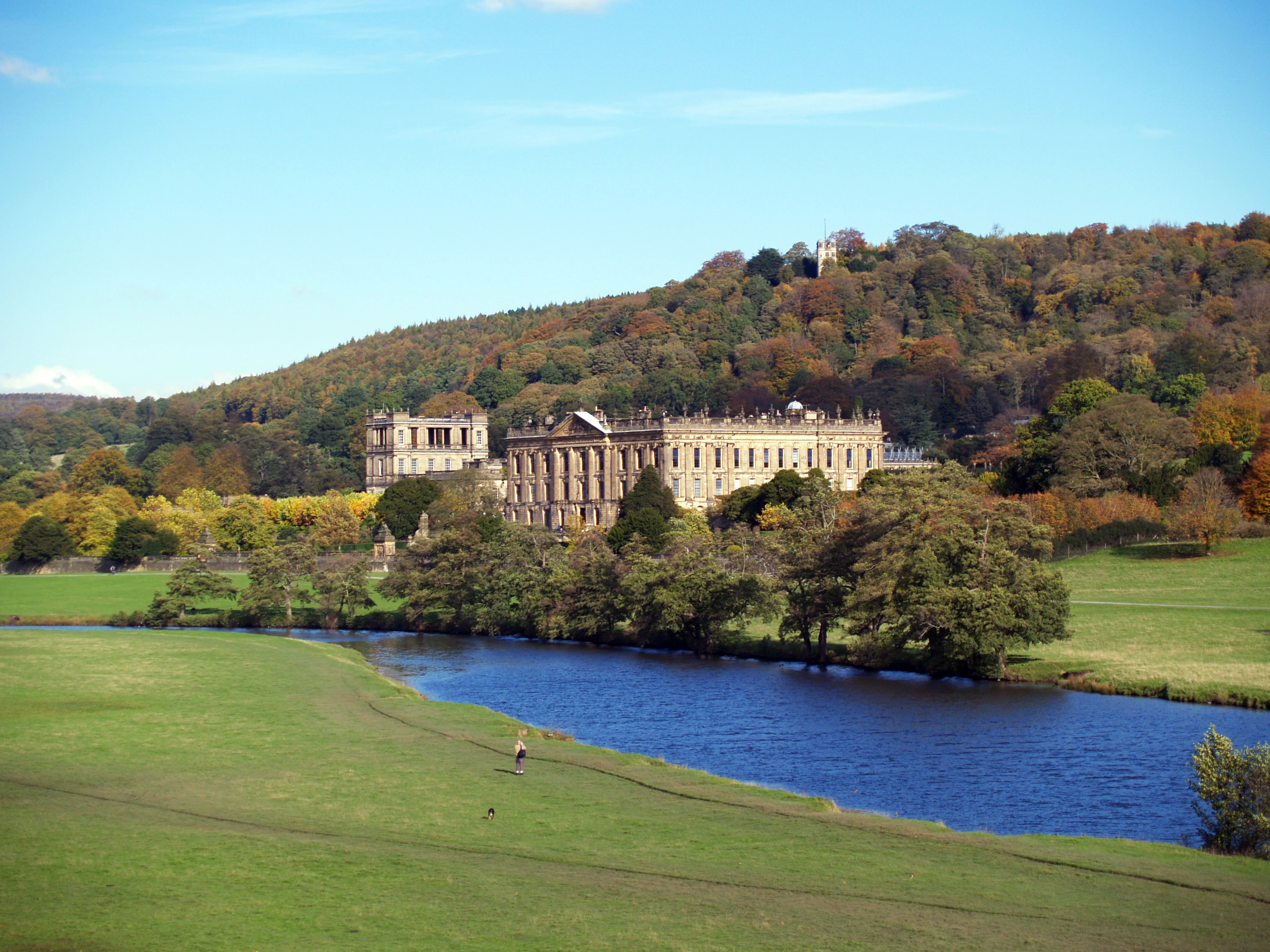
Загальний вигляд Чатсворт-хауса — заміської резиденції герцогів Девонширських.
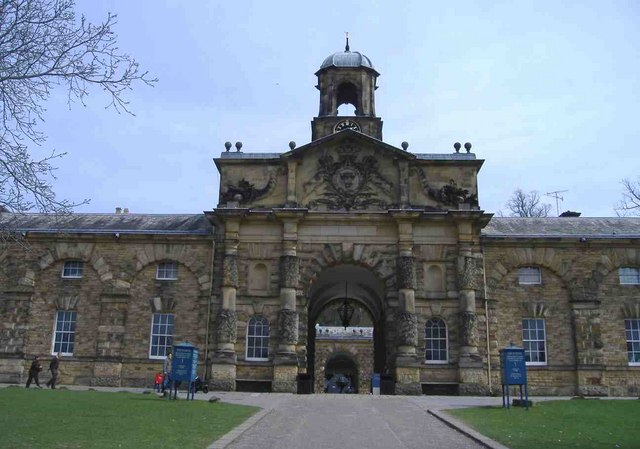
Ворота конюшень
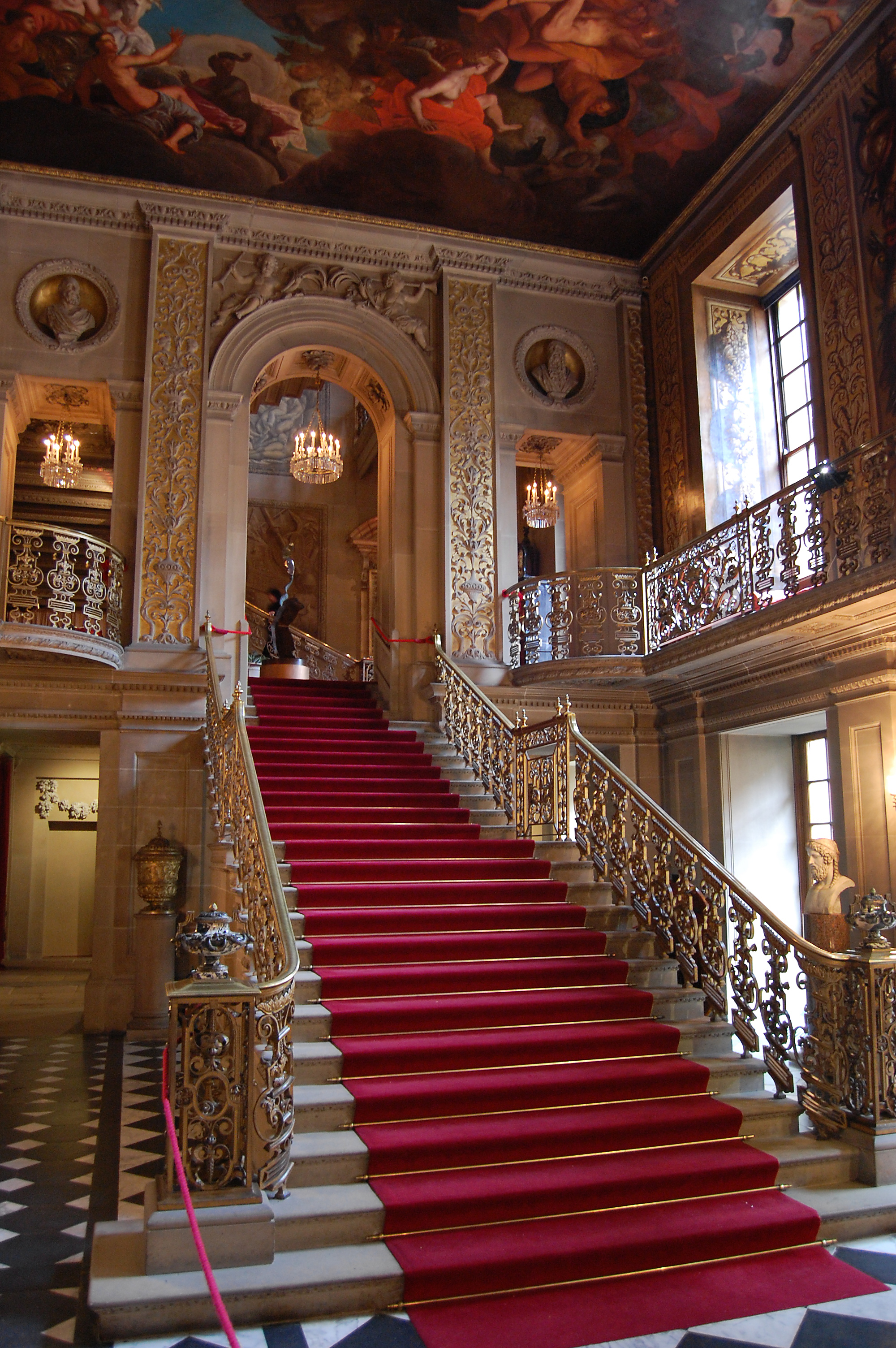
Парадні сходи
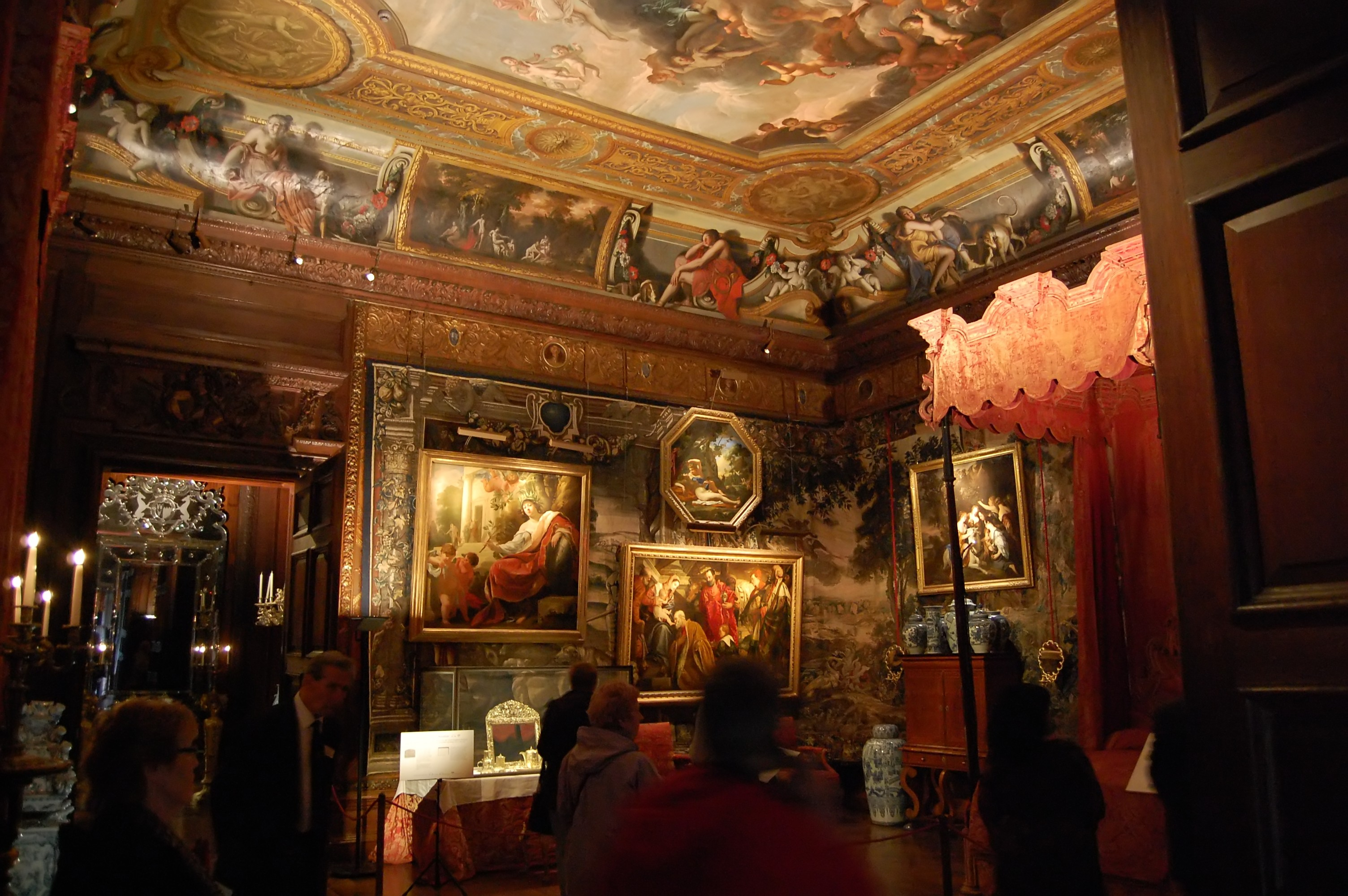
Картинна галерея

## У мистецтві
- Історію роду Кавендішів можна побачити у кінофільмі Герцогиня